# Amizmiz
Amizmiz (arab. أمزميز) – miasto, zamieszkane przez ok. 11 500 ludzi, w Maroku, w regionie Marrakesz-Tansift-Al-Hauz. Położone jest 55 km na południe od Marakeszu, w górach Atlasu Wysokiego. Historyczna część miasta składa się z zawiji, kasby i dawnego mellahu. W każdy wtorek w Amizmizie odbywa się tradycyjny suk berberski.

## Bibliografia

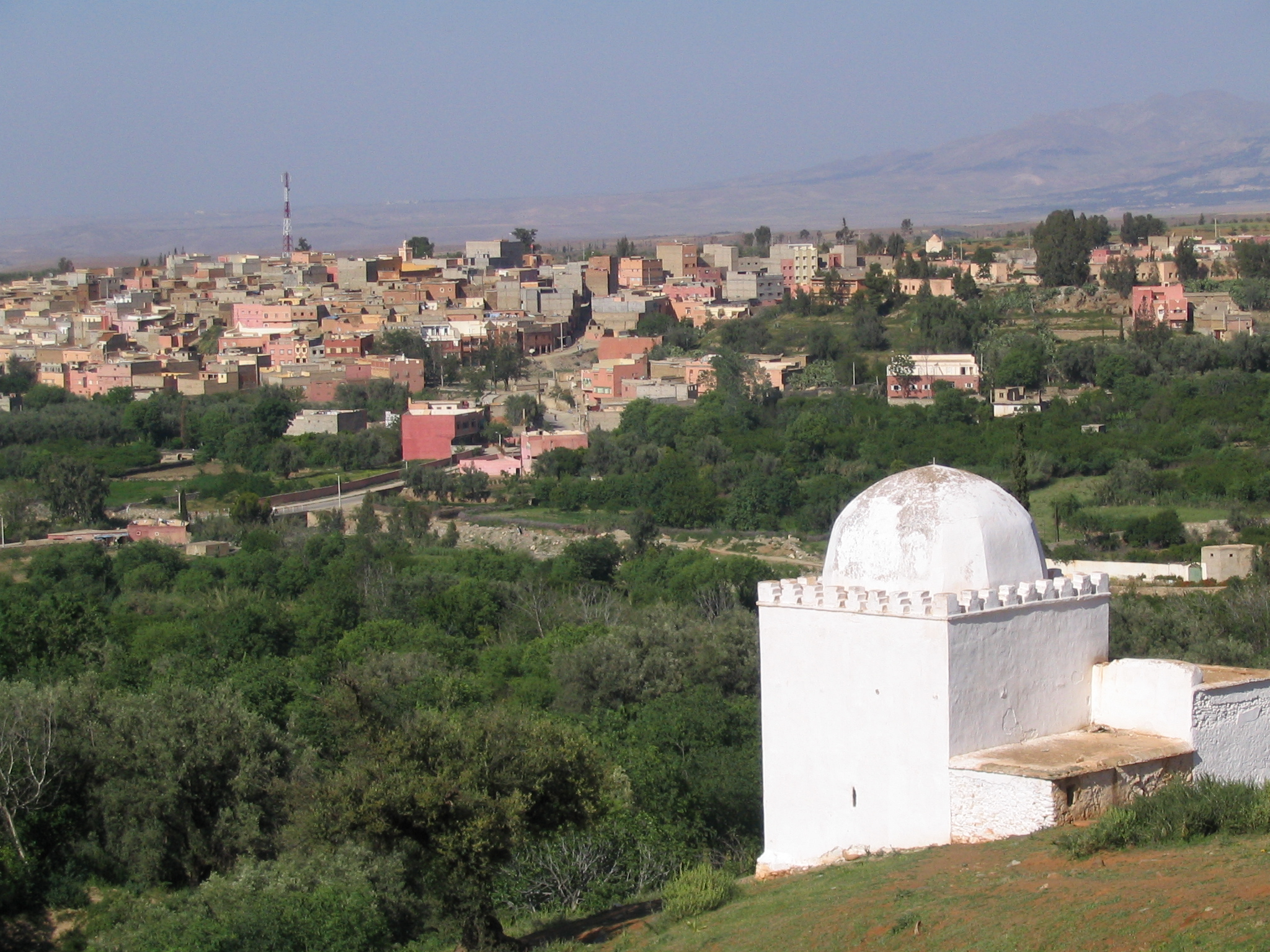
Panorama miasta. Na pierwszym planie grobowiec marabuta.